# Арапска владавина у Грузији
Арапска владавина у Грузији односи се на период у историје у коме се цела земља или један њен део налазио под политичком доминацијом муслиманских арапских владара, од времена првих арапских упада средином 7. века до коначног пораза емирата Тбилиси од стеане краља Давида IV 1122. Овај период на грузијском језику је прозван Арабоба (არაბობა).У поређењу са другим регионима који су били изложени муслиманским освајањима, грузијскакултура, па чак и политичка структура нису претрпели веће промене услед арапског присуства, јер су људи успели да задрже своју веру, племићи своја феудалне поседе, јер су страни владари углавном инсистирали на плаћању данка, који нису увек могли да принудом наплате. Ипак, услед поновљене инвазије и војних похода Арапа који су утицали на разарање Грузије у многим случајевима, калифи су задржали своју власт над великим деловима земље и остварили утицај на унутрашњу расподелу моћи током већег дела времена.
Период арапске владавине у Грузији може се поделити у 3 главна дела:
1.	Од првог појављивања арапских војски око 645. године до успостављања емирата Тбилиси 736. године. Тих година Омејадски калифат је успешно успоставио политичку контролу над грузијским земљама.
2. Од 736. до 853. године, када је Багдадски калифат Абасида уништио Тбилиси како би угушио побуну локалног емира,окончавајући период доминације емирата над целом источном Грузијом.
3. Од 853. до 2. половине 11. века, када је велико Селџуко царство заменило Арапе као главну силу на Блиском истоку. Пре тога, моћ емирата Тбилисија већ је значајно опала у корист независних грузијских држава. Тбилиси је, међутим,ипак остао под арапском влашћу до 1122.

## Прва освајања и успостављање арапске доминације (645–736)
У првим деценијама 7. века већи део данашње Грузије био је под влашћу Иберијске кнежевине. Ова држава је, као и њене претходнице, непрекидно балансирала између две највеће силе тога доба, Византијског и Сасанидског царства, како би обезбедила свој опстанак као независне државе. Оданост је редовно варирала и мењала се, али од 626. године, када је византијски цар Ираклије напао Тбилиси и поставио за владара принца Адарназа I из провизантијске династије Хосроид, византијски утицај је превладао. Међутим од наредне деценије, започела су муслиманска освајања на Блиском истоку, нарушавши ту равнотежу.
Први упади Арапа у данашњу Грузију догодили су се отприлике између 642. и 645. године, током освајања Персије. Убрзо се овај поход претворио у инвазију пуних размера, а Тбилиси је заузет 645. године. Услед чега је тада владајући принц Стефан II морао је да призна власт Рашидунског калифа. Само подручје задржало маргиналан значај у очима калифата, и ако је званично интегрисано у новостворену провинцију Јерменију, локални владари су у почетку задржали одређену аутономију коју су раније уживали под византијским и сасанидским протекторатима.
Калифат је тада још увек налазио у својим првим деценијама постојања, политички врло нестабилан, и још увек није успевао да развије систем управе, способан да одржи велики број његових новоосвојених територија под својом контролом. Главни приказ арапске надмоћи над регионом била је истовремено и спровођење исламске верске заповести: плаћање пореза (за територије под директном влашћу) или данака (за вазалне државе), од стране неверника, названих џизија. Његово плаћање симболизовало је потчињавање исламској држави, али је такође за хришћане Кавказа био и начин да избегавање нове инвазије или казнене експедиције Арапа, коју би они спровели против оних који га нису платили. У Иберији, као и у Јерменији, побуне против данака биле су честе током друге половине 7. века, сваки пут када су локално племство и председавајући кнезови успели да осете унутрашњу слабост у калифату. Најзначајнија од тих побуна, која је захватила читав регион Кавказа, догодила се 681–682, а предводио ју је кнез Адарназ II у Грузији. Упркос двогодишњој борби, побуна је угушена, Адарназе је убијен, а Арапи су на његово место поставили Гуарама II, из супарничке династије Гуарамида.
У својим напорима за успостављање своје власти над Иберијом, Арапи су такође морали да се боре са још две велике силе у региону, Византијским царством и Хазарима. Другопоменута, конфедерација полуномадских турских народа, владала је степама северно од подручја Великог Кавказа. Она је играла значајну улогу у кавкаској историји од почетка 7. века, када су пружали помоћ Византинцима у борби против Персије. Касније им је пошло за руком да врло успешно зауставе муслиманске војске у низу ратова који су протв њих водили, али им и помогли у сузбијању грузијске побуне из 682. године. Грузијске земље су доста пропатиле у сукобима између Арапа и Хазара, јер су у тим врло често обнављаним сукобима имале стратешку улогу упоришта Арапских снага, а такође уз то биле су принуђене да претрпе разорне упаде Хазара преко околних планина. Што се тиче Византије, она се није одрекла наде за поновим успостављањем власти над Иберијом и одговорила је на нову арапску силу тако што је најпре ојачала своју контролу над црноморским обалним регионима, Абхазијом и Лазиком, до које Арапи у то време још увек нису стигли. Око 685. године цар Јустинијан II је закључио примирје са калифом, којим је договорено заједничком управом над Иберије и Јерменије. Међутим, арапска победа у бици код Севастополиса из 692. године пореметила је ову равнотежу снага и довела до новог арапског освајања Јерменије, и њиховог пристизања до Црног мора као и уништавања Краљевине Лазике (око 697). Након овога успостављен је нови статус кво, који је овога пута био повољнији за Арапе.

## Емират Тбилиси (736–853)
Око 730. године два фактора довела су до промене Омејадске политике према Грузији. Прво, те године, Хазарима је пошло за руком да изврше инвазију на северозападни Иран и стигну се све до Мосула, пре него што су били поражени. Кавкаске танпон државе које су плаћале данак Арапима нису могле да спрече ту инвазију. Уз то, локални хришћански владари, попут Гуарама III из Иберије, и даље су успевали да одрже контакт са Византијом и надали се њеној интервенцији. Међутим, царство је још увек, било слабо и арапски упади могли су доћи чак и до Цариграда, и чинити Византијце мањом претњом од Хазара. Године 732–733. калиф Хишам ибн Абд ел Малик именовао је Марвана ибн Мухамеда за гувернера Јерменије и Азербејџана, са задатком да води рат против Хазара и покори Грузију.
Поход који је уследио био је разарајућ за Грузију. Марван није само напао Картли као што су то чинил његови претходници, већ је уз то повео своје снаге након повлачења грузијских принчева, у западну половину земље, на подручје од Самтсхеа до Абхазије, где су на крају и заустављени. Према Кирилу Туманову, Западна Грузија, која је зависила од Византијског царства, заправо је представљала првенствени циљ похода, а принц Иберије стао је на страну арапских снага како би помогао у одбијању Хазара, који су управо успели да опустоше његове земље. У сваком случају, повлачећи се из западне Грузије, Марван је у Тбилисију поставио свог емира како би владао Иберијом док је он покретао своју војску против Хазара (737). Ова инвазија и њени ужаси оставили су снажан траг у грузијском колективном памћењу, који је дао арапском војсковођи дао надимак Марван Глуви.
Међутим, нови емират морао је да заврши са преосталим грузијским племством и кнежевинама, које још увек нису биле у потпуности укинуте. Након тога, Марван је остао последњи омејадски калиф, а након његове смрти, грађански рат захватио је његову муслиманску државу. То је још једном дало омогућност хришћанским становницима Кавказа да се за помоћ обрате Византији и врате велику аутономију. Али те наде су убрзо нестале након што је Абасидима 762.год. пошло за руком да обнове калифат у Багдаду: нова муслиманска држава, за разлику од старе, била је боље организована и способнија у остваривању својих захтева за данак, као и у наметњу своје власти над пограничним регионима. То је Грузији демонстрирано 786. године, када је кавкаски вали(валија-управитељ), Хузајма ибн Хазим, крваво сузбио побуњеничко раположење међу грузијском аристократијом. Између осталих и убијен је и принц Арчил из Кахетија због свог одбијања да пређе на ислам.
Од тог тренутка, локални однос снага између Арапа и грузијског племства постао је повољнији за арапску страну. Дошло је до изумирања древних кнежевских династија Гуарамида и Хосроида, оставивши на тај начин емирима Тбилисија још већу моћ над земљом. Сеоска економија била је уништена поновљеним инвазијама, а многи крајеви били су лишени свог становништва, које је или убијено или је успело да побегло према византијским земљама. Међутим, градови, нарочито Тбилиси, напредовали су, пошто су Абасиди подстицали међусобну трговину својих провинција и употребу валуте (дирхама) којом се плаћао данак, уводећи на тај начин отворенију економију.
Неки региони, који су били удаљени од главних градова и трговачких путева, задржали су велики степен аутономије у односу на арапске владаре, посебно на западу Грузије. На том подручју,конкртно у Кларџетију и Самтсхеу, током друге половине 8. века истакла се племићка породица: Багратиона или грузијски Багратиди. Њихово порекло је спорно, али у данашње време се генерално признаје да су представљали огранак јерменске династије Багратуни, чији је предак Васак мигрирао у Кларџети и тамо је добио земљишне поседе у перироду након 772. године, пре него што је добио већину Гурамидских територија након изумирања њихове друге сродниче линије негде око 786. Багратиони су успоставили своју власт у Тао-Кларџетију, али су убрзо постали ривали околних емирата у борби за контролу над грузијским земљама. У намери да потврде свој ауторитет, могли су се у то време ослонити са једне стране на византијску интервенцију, а са друге стране на несугласице међу Арапима. Око 809. године емир Тбилисија Исмаил ибн Шуаб прогласио је независност од калифата, који је тада затражио помоћ грузијских принчева против ове побуне, и увукао на тај начин Багратионе у сукоб са Ибн Шуабом. Затим је негде око 813. године, предводник династије Ашот I успео да обнови Иберијску кнежевину или Картли под својом влашћу. За то је добио признање какао од калифа тако и од Византијаца, који су му доделили званичну титулу куропалата. Ова нова равнотежа између емирата и независних земаља Багратионија наставиће се и током наредних деценија, халифа је притом подржавао ма коју било страну, која би у том тренутку била мања претња по његову свеукупну власт. То је осталим грузијским регионима омогућило већу аутономију, а Кахетија је стекла независност како од Иберије,тако и од емирата у том периоду, под сопственим мтаварима.У исто време, Византија је изгубила последња подручја на грузијској црноморској обали која је држала у зависности, собзиро на то како се Краљевина Абхазија даље ширила.
Од 833. године, под водством Ишака ибн Исмаила, емират је повратио власт над грузијским земљама, намећући своју власт над многим принчевима и присиљавајући Багратионије да плаћју данак: након Ашотове смрти, његов домен је подељен међу његова три сина и био је рањивији. Охрабрен тим успесима, емир је престао да признаје врховну власт калифата. Тек када су се побунили и Јермени, халифа Ел Мутавакил је реаговао 853. године, шаљући турског генерала Буга ел Кабира са војском против кавкаских побуњеника. Ова експедиција је, према речима Кирила Туманова, „обележена посебном жестином“. Абасидска војска је опљачкала и спалила Тбилиси и погубила емира. Током инвазије су заробљени многи грузијски племићи, попут Костанти-Кахија, који су или убијени због одбијања да прихвате ислам, или послати као затвореници у главни град Абасида, у Самару. Одлука коју су Абасиди донели, да не обнављају град, у великој мери знатно је ослабила њихов економски и културни утицај у Грузији, и дозволила Багратионијима да постану главна сила у земљи, олакшавајући њено даље уједињење.

## Убрзано опадање арапске владавине над Грузијом (853–1120)
После похода 853. године, арапска власт над Грузијом никада више није била тако снажна. Тбилиски емират није био укинут, али калифи нису дозволили да његова снага поново нарасте, јер је то више пута доводило до његове побуне против централне власти. Након тога, Византијско царство, је предвођено Василијем I Македонцем (в. 867–886), доживљавало као политичку тако и културну ренесансу, која је могла само завести Кавкасце и удаљити их од калифове власти.
Хришћанске феудалне државе успеле су да се прошире током друге половине 9. века, а Багратиди из Јерменије и Грузије били су сведоци пораста њихове моћи. У том периоду Калифат као и Византија покушавали су да их придобију као би осигурали подршку или бар грузинску неутралност у борби против супарничке стране. Монархија је Јерменији обновљена  886. године у корист Багратида Ашота I, тиме што је крунисао свог грузијског рођака Адарназа IV за краља Иберије, вративши му титулу. Снажне хришћанске државе сада су успеле да одвоје ослабљени емират Тбилисија од његових надређених Арапа, који су над два обновљена краљевства вршили само теоретску власт.
Још један вазал калифата, Јусуф Ибн Аби'л Саџ, емир Азербејџана, предводио је 914. године последњи покушај Арапа за обнављање доминацију над Кавказом. Као што је познато, инвазија Саџида на Грузију била је неуспешна, иако је опустошила грузијске земље и дозволила Багратидима да обнове савез са Византијом, који су раније занемаривали у корист сарадње са калифатом. Овај обновљени савез са тако снажном хришћанском силом сачувао је Грузију од арапског мешања и омогућио јој економску и уметничку ренесансу.
Од тог тренутка, Арапи престају да играју значајну улогу у историји Грузије, а прогресивно уједињење земље под Багратионима наставило је да се одвија без икаквог мешања са њихове стране. Једино је Тбилисијем и околином још увек владао емир, чији су односи са калифатом у најбољем случају били слаби. Током 11. века богати грађани града стекли су велику моћ, уоблику савета старешина (биреби), и одржавали су свој емират у животу углавном као, средство које би им омогућило да избегну опорезивање грузијских краљева. Грузијски краљ Баграт IV пошло је за руком да град заузме три пута (1046, 1049, 1062).год., али није могао да га задржи под својом влашћу. До 1060-их, велико царство Селџука, предвођено Алп Арсланом, које је било туркијско, заменило је Арапе као главну муслиманску претњу са којом се Грузија до тада суочавала. Селџуци су поставили свог новог емира у Тбилисију, али након његове смрти 1080. године власт над градом поново су преузеле локалне старешине. Давид IV „Градитељ“, краљ Грузије, 1121. године ивојева је чувену победу над Селџуцима у бици код Дидгорија, што му је омогућило да уђе у Тбилиси наредне године и тако оконча скоро 500 година арапског присуства у Грузији. Тбилиси је изгубио своју аутономију и тако постао краљевска престоница, али су његови становници још дуго времена остали претежно муслимани.